# Rada Polonii Amerykańskiej
Rada Polonii Amerykańskiej (ang. Polish War Relief) – centralna organizacja polonijna działająca w latach 1938-1973 w Chicago, w USA. Rada ta stawiała sobie za główny cel organizowanie wszelkiej pomocy charytatywnej dla Polski i Polaków na całym świecie. 
W czasie wojny prezesem był prawnik, cenzor Związku Narodowego Polskiego prof. Franciszek Xawery Świetlik. W latach 1941–1945 organizacja miała swą europejską delegaturę w Lizbonie, stworzoną przez delegata Rady, Floriana Piskorskiego. Działania Rady skupiały się głównie na wysyłaniu paczek do okupowanej Polski, a także opiece nad polskimi żołnierzami uwięzionymi w niemieckich obozach jenieckich. Wydano na to ok. 1,3 mln dolarów. W 1945 r. przeniosła się do Genewy, a pomoc kierowano głównie do rodaków rzuconych przez wojnę w różne zakątki Europy, ale także do wyzwolonej Ojczyzny. Pomoc udzielona wtedy rodakom sięgnęła kwoty ok. 6,5 mln dolarów.